# Pour la vertu

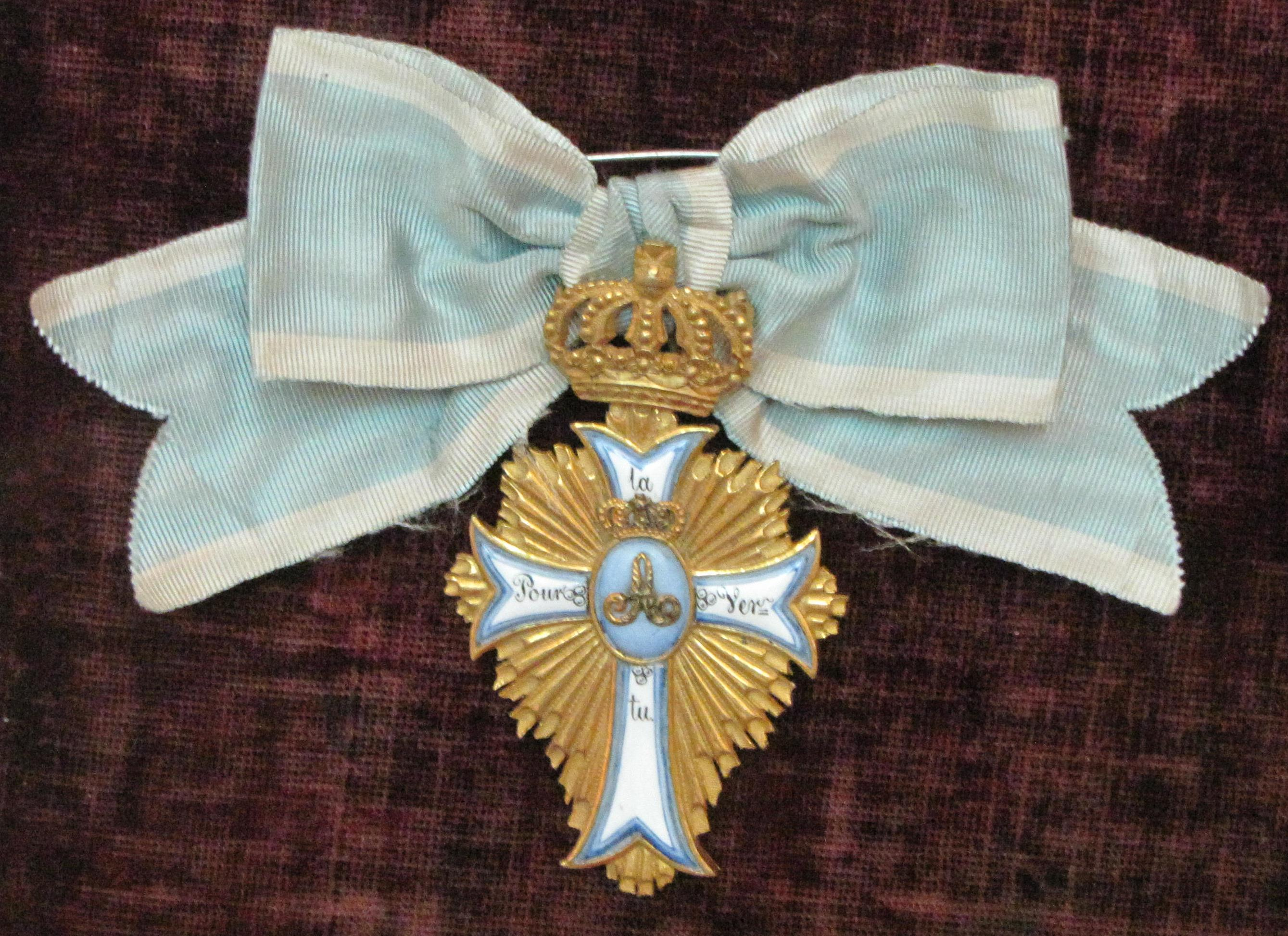
Pour la vertu in der Fassung von 1853 für das Kloster Dobbertin (2013)

Pour la vertu (Für die Tugend) war ein mecklenburgischer Stiftsorden, der von 1763 bis 1918 an Konventualinnen in den drei Damenstiften der mecklenburgischen Landesklöster Dobbertin, Ribnitz und Malchow verliehen wurde.

## Geschichte
Nachdem 1755 der große Mecklenburger Ständevertrag, der Landesgrundgesetzliche Erbvergleich, Frieden zwischen Herzog und der Ritterschaft stiftete, schenkte Herzogin Louise Friederike, die Ehefrau Friedrichs von Mecklenburg-Schwerin, am Heiligen Abend 1763 den Töchtern des Landadels in den drei Klöstern als „immerwährendes Andenken Ihrer Landes-Mütterlichen Zuneigung“ ein Kreuz für die Tugend.
Als Stiftungstag wählte sie ihren 42. Geburtstag, den 3. Februar 1764. Die Übergabe der Statuten und Orden wurde im Kloster Dobbertin am 9. März 1764
mit einem rauschenden Fest und über 100 erlesenen Gästen, einem großen Festessen und anschließendem Ball gefeiert. Im Kloster Ribnitz war es etwas stiller, ein Empfang, ein Souper und abendliche Illumination des Klostergeländes.
Die Kreuze tragen die herzogliche Krone. Die Domina erhielt sie brillantverziert. Das Zentrum zieren die Initialen der Stifterin LF, für Dobbertin auf blauem, Malchow auf goldenem und Ribnitz auf rotem Grund. Die Statuen sind in den Farben der Bänder ausgegeben, für Dobbertin in blauen, Malchow in roten und Ribnitz in weißen Atlas eingeschlagen. Fünf kleinere Kreuze an einer Damenschleife für die seit kürzerer Zeit in Dobbertin und Ribnitz lebenden bürgerlichen Konventualinnen wurden gnädig nachgereicht, nachdem die Adligen eingesehen hatten, „dasß bey de auch ihnen angebotenen herzoglichen gnade,...bedingungen vorzushreiben ... nicht wohl statthaft“ sei.
Die Konventualinnen der Landesklöster gedachten seit 1764 mit besonderer Andacht der hohen Stifterin ihres Gnadenkreuzes. Louise Friederike hatte das Kreuz und die Bänder auf ewige Zeiten unverändert an die Klöster gegeben und sich so der besonderen Fürbitte der Konvente versichert. Ihren Nachfolgerinnen bleibt nur, diese Gnade zu ergänzen.
Herzogin Luise, Gemahlin Friedrich Franz’ I. möchte den Konventualinnen der Klöster auch ein Merkmal ihrer mütterlichen Gesinnungen zur Distinguierung vor anderen ihres Standes erteilen. Sie besuchte im September 1787 das Kloster Dobbertin und beauftragte am 17. November 1787 ihren Oberhofmeister von Lützow, dem Landtag zu Sternberg ihren hohen Willen zu offerieren, dem Gnadenkreuz der vormaligen Herzogin einen Stern hinzuzufügen. Ihr Ansinnen wird durchdrungen vom Gefühl tiefster Dankbarkeit entgegengenommen. Im Januar 1788 waren die Sterne in den Farben der Klöster gefertigt und wurden an die Klosterhauptleute übergeben. Die Sterne werden mit der Ordensdevise POUR LA VERTU versehen und tragen im Mittelschild die Initialen der Herzogin Luise I. für Dobbertin auf blauem Grund.

### Ordensfest und Ordensübergabe
In Dobbertin ist das Ordensfest am 30. Januar 1788  wieder rauschend, das Amtshaus mit Statuen und Blumen geschmückt, die Tafel prächtig verziert. Der Adel des Landes tanzt bis in den frühen Morgen. Nach der Anwesenheitsliste nahmen 115 Personen teil, darunter waren 23 Konventualinnen, 20 weltliche Damen aus Dobbertin und 72 fremde Adlige auf dem Fest.
Aus dem sehr detaillierten Bericht vom 7. Februar 1788 zur feierlichen Übergabe des Ordens Pour la vertu an Frau Domina Ilsabe von Krusen und die Adligen Conventulinnen ist zu entnehmen:

„Nachdem die Durchlaucht regierende Herzogin von Mecklenburg-Schwerin p.p. gebohrne Herzogin zu Sachsen p.p. die gnädige Absicht, der Versammlung dieses Closters einen Stern zu erteilen, bereits bei ihrer und
des Durchlaucht Herzogs Anwesenheit hieselbst am 14. September 1787, mündlich geäußert hatten, auch durch Ihren Ober Hofmeister, den Herrn von Lützow, denen sämtlichen Provisoren und Closterhauptleuten aller dreier Clöster, auf dem Landtag zu Sternberg von 1787 diese gnädige Absicht gegen alle drei Clöster förmlich hatten bekannt machen lassen, so hatten diese nicht verfehlet, der versammelten Ritter- und Landschaft diese gnädige Gesinnung der Durchlaucht Herzogin anzuzeigen, worauf den von der auf dem Landtage  versammelten Ritter- und Landschaft ein Danksagungs Schreiben, an die Durchlaucht Herzogin ergangen und von Ihro Durchlaucht gnädig beantwortet war.
Die für die Adelichen Conventualinnen dieses Closters bestimmten Sterne, und die für die Bürgerlichen Conventualinnen bestimmten Sterne, beide mit den Buchstaben L. als Namenschiffre der Durchlaucht Herzogin, der Ordens Devise Pour la Vertu, und die Jahreszahl 1787 versehen, wurden darauf Anfangs Monat Januar 1788 von dem Oberhofmeister von Lützow hierher geschickt, und darauf den 30. Januar von den Herren Provisoren und Closterhauptmann zur feierlichen Übergabe an die Conventualinnen angesetzt, und dieses der Frau Domina von Krusen bekannt gemacht, auch sämtliche hier anwesend am 28. Januar durch den Closterhauptmann zum Soupee und Ball eingeladen.
Die Herren Provisores mit ihren Familien, so wie verschiedene zu dieser Feierlichkeit eingeladene und andere Fremde, trafen den 29. Januar hier ein. Am 30. des Morgens um 10 Uhr, wurde, durch die Stadtmusikanten von Güstrow und Bützow, welche 10 Personen stark waren, vom Kirchturm Musik gemacht, welches Nachmittags gegen 3 Uhr wiederholet und dadurch so wohl die Closter Versammlung, welche sich vorher im Closter Saal versammelt hatte, als übrigen Anwesenden eingeladen ward, zur feierlichen Übergabe der Sterne und Gnaden Zeichen, nach der Kirche zu kommen. Die Closter Versammlung ging darauf in Prozession aus dem Closter Saal nach der Kirche, und stellte sich daselbst im Chor vor den Altar. Frau Domina von Krusen, konnte ihres hohen Alters und einer Beinbeschwerde am Fusse wegen, nicht mit der Versammlung nach der Kirche gehen, sondern musste mit der Porte-chaise dahin getragen werden, und setzte  sich mitten vor den Altar, da sie das stehen nicht aushalten konnte, auf einen daselbst für sie gesetzten Stuhl nieder. Wie die Closter Versammlung in der Kirche angekommen war, gingen auch die Herren Provisores und Closter Hauptmann nebst anwesenden Fremden nach der Kirche, wo sie mit Musik von der Orgel empfangen wurden, und die Kirche und das Fräulien Chor, und eine Menge von Zuschauern vornehmen und niedrigen Stande gepresset voll vorfanden.
Die Herren Provisores und der Closterhauptmann traten darauf vor den Altar, wo sie die Closter Versammlung in einer Reihe stehend und die Domina ihrer Schwächlichkeit wegen sitzend vorfanden, und hatten auch Küchen Meister Friese neben sich stehend, der die Sterne und Gnaden Zeichen auf einer silbernen Schale zur Übergabe bereit hielt. Der älteste Provisor, Herr Rittmeister von Weltzien auf Benten hielt darauf eine kurze Anrede an die Domina, welche von derselben mit einer Danksagung für die von der Durchlaucht Herzogin gegen die Closter Versammlung bezeigte Gnade beantwortet wurde, worauf ihr der Stern von dem Rittmeister von Weltzien und dem zweiten Provisor Herren Hauptmann von Blücher auf Groschendorf anglegt, und der Küchen Meister Friese angewiesen ward, die Sterne an übrige Conventualinnen herum zu geben, da sich dann jede, das für sie bestimmte, abnahm. Nachdem darauf der sämtlichen Closter Versammlung zu deren erhaltenen Sternen und Gnaden Zeichen der Glückwunsch von denen Herren Closter Vorstehern abgestattet war und der Closter Hauptmann von Krakevitz, um die Frau Domina von Krusen entgegen zu nehmen, vorweg gegangen war, wurde die Domina, da sie nicht gehen konnte, aus der Kirche mit der Portechaise nach dem Amts Hause getragen, und daselbst von dem Closterhauptmann entgegen genommen.“

## Ordensdekoration
Der Orden bestand aus einem vergoldeten silber- und weiß emaillierten Ankerkreuz auf einem Strahlenkranz, das oben mit einer goldenen Herzogskrone besetzt war. Im ebenfalls bekrönten Mittelschild erschien das Monogramm LF. Getragen wurde er an verschiedenfarbigen, gesäumten Schulterbändern: Blau mit weißer Einfassung stand für das Kloster Dobbertin, Rot mit weißer für das Kloster Malchow und Weiß mit roter Einfassung für das Kloster Ribnitz. Bürgerliche Konventualinnen sollten das Kreuz in einer kleineren Form an einer Schleife tragen, was anfangs auf entschiedenen Widerstand stieß.
Nach dem Ableben oder der Verheiratung war der Orden an die Domina zurückzugeben.

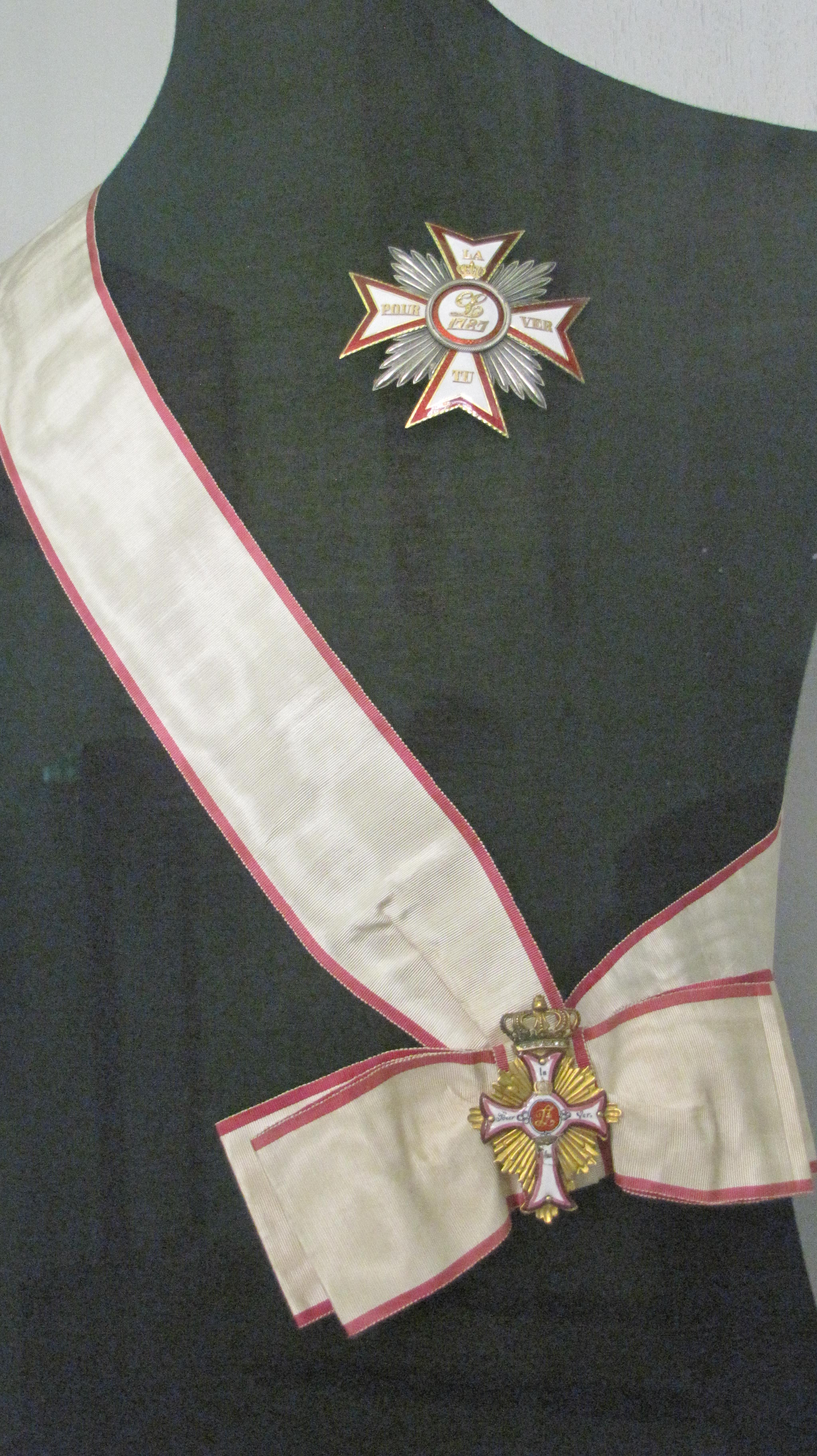
Ordensdekoration für Ribnitz
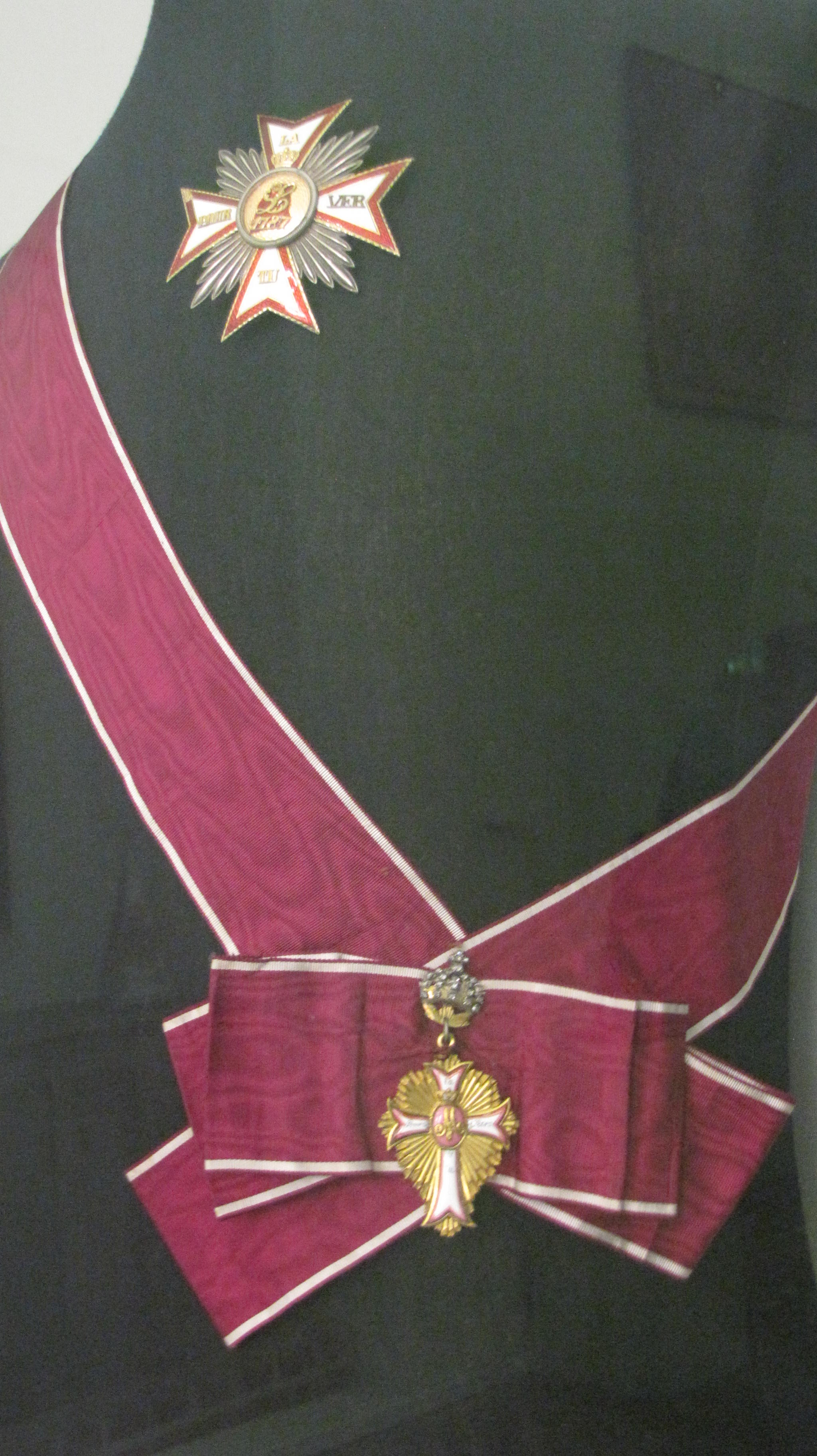
Ordensdekoration für Malchow
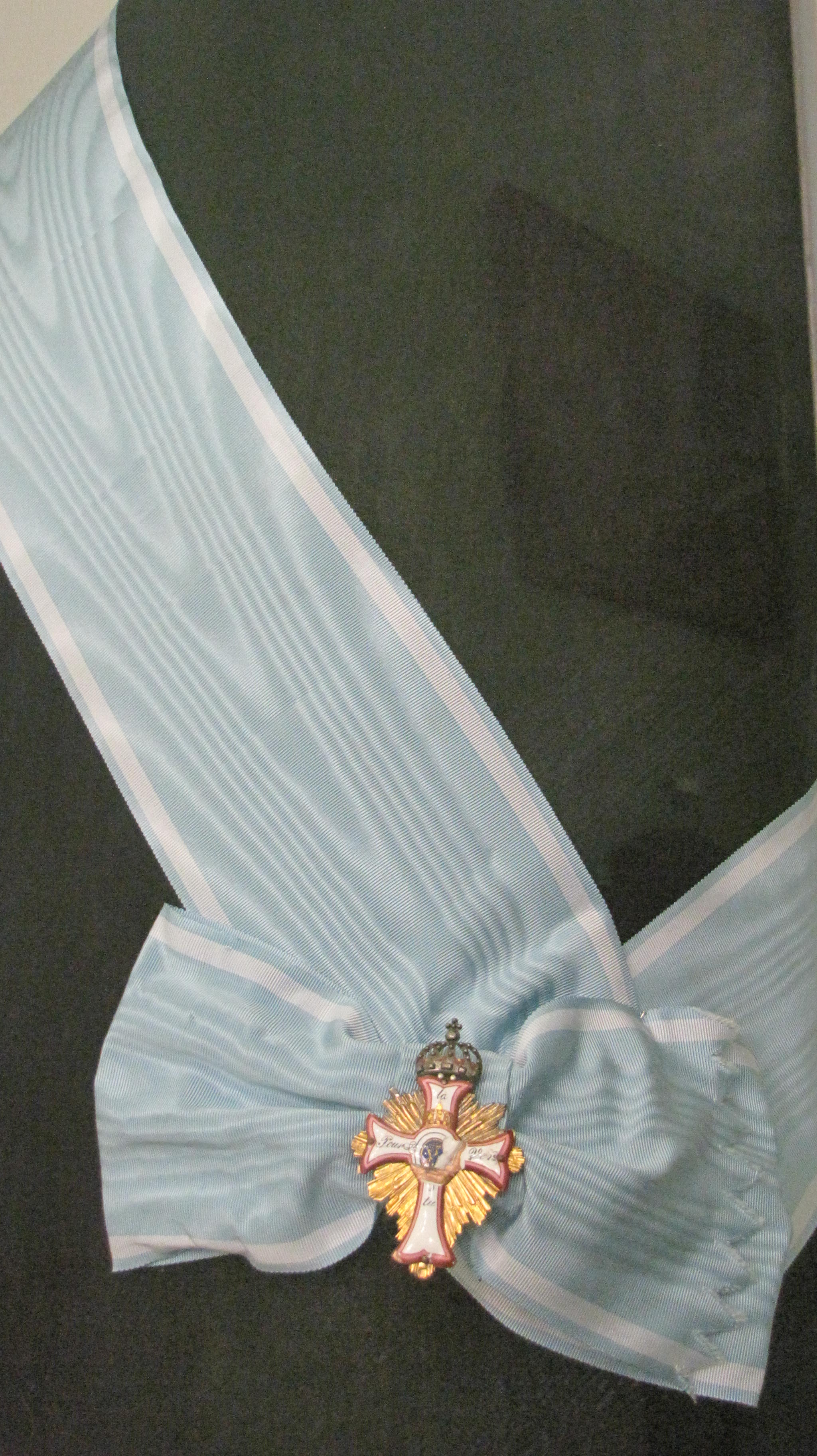
Ordensdekoration für Dobbertin

### Bruststern
Für die Domina und die Konventualinnen in Dobbertin und Malchow, jedoch nicht in Ribnitz, die nach dem Senioritätsprinzip den Höchstsatz der Versorgung erhielten (32 Konventualinnen in Dobbertin, 14 Konventualinnen in Malchow), stiftete Luise von Sachsen-Gotha-Altenburg 1787 zum Kreuz noch einen links zu tragenden Bruststern, für die Domina mit Diamanten.

### Augustenorden
Großherzogin Auguste Wilhelmine von Mecklenburg-Schwerin, die erste Frau von Friedrich Franz II., erneuerte am 26. Mai 1853 die Ordensstatuten, festgeschrieben in vier Paragraphen. Sie wandelte die Sterne der Dominae in große emaillierte Silbersterne mit einer Krone über dem Mittelmedaillon („Augustenorden“). Gleichzeitig wurde den bürgerlichen Konventualinnen erlaubt, ihr kleines Kreuz wie die adeligen Fräulein an einer Damenschärpe zu tragen. Ordensberechtigt wurden nun auch Damen, die noch nicht in den Konvent aufgerückt waren und die volle und zum Teil auch nur die halbe Geldhebung erhielten, aber nicht im Kloster wohnten. Für sie wurden neue Kreuze ausgegeben. Die dazu notwendigen Ordensdekorationen wurden neu angefertigt. Sie trugen die Initiale der Großherzogin A
und waren in den Farben der Bänder gestaltet.

### Versorgung

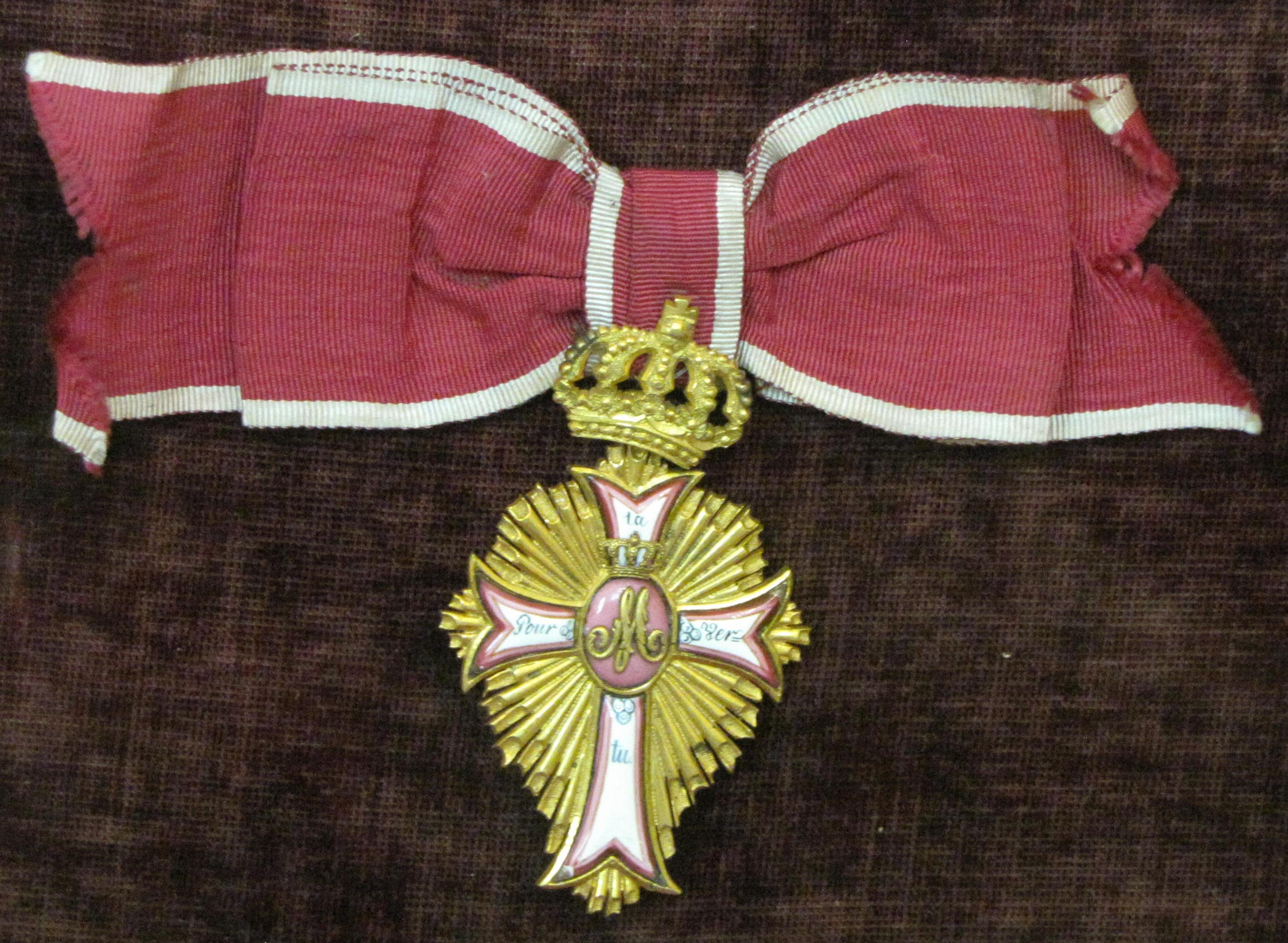
Kreuz an Damenschleife in der Fassung von 1871 für Malchow mit der Initiale von Großherzogin Marie (2013)

Schon die Tochter des Großfürsten Michael von Russland, Großherzogin Anastasia, Ehefrau Friedrich Franz III. bessert nach Gesuchen der Provisoren und Dominae die Ordensstatuten. 1860 beschließt der Landtag, die Zahl der adligen Damen zur vollen Geldhebung im Kloster Dobbertin um 20 und die der bürgerlichen um 2 zu vermehren. Den adligen Damen verleiht schon Großherzogin Auguste eine Ordensberechtigung. Die beiden bürgerlichen Demoiselles werden vergessen. Sie kommen erst 1884 zu ihrem Recht.
Großherzogin Marie von Schwarzburg-Rudolstadt, die dritte Frau von Friedrich Franz II., ergänzte am 23. Dezember 1871 die Ordensstatuten für das Kloster Malchow. Ordensberechtigt waren nun alle 41 Damen zur vollen Geldhebung und die 12 (von ihrer Einschreibung an gerechnet) ältesten Damen der halben Geldhebung. Sie durften das Kreuz an einer Damenschleife tragen. Marie ließ 20 Kreuze mit ihrer Initiale M für das Kloster Malchow anfertigen.
Die letzte Verfügung zu den Mecklenburger Stiftsorden erging am 31. Oktober 1913 von Großherzogin Alexandra von Mecklenburg-Schwerin. Nachdem der Landtag 1909 beschlossen hatte, die Zahl der Hebungsstellen vom Kloster Ribnitz bedeutend zu vermehren, fehlten Orden für die hinzugekommenen 14 Damen zur vollen Geldhebung. Auf Vorstellung der Domina Marie von Quitzow gewährte Alexandra dem Kloster neue Kreuze, neun größere für die hinzugekommenen adeligen und fünf kleinere für die bürgerlichen Konventualinnen.
Wenig ist bisher von den Herstellern der Stiftsorden bekannt. Ein Kreuz des Klosters Ribnitz mit der Chiffre LF der Herzogin Luise Friederike aus der Zeit von 1763 bis 1853 wurde von der Firma Godet in Berlin hergestellt. Dieses Kreuz unterscheidet deutlich von den anderen bekannten Kreuzen aus der Zeit. So fehlen die Niete auf der Vorderseite der Kreuzarme und auch die rückseitige Verbindung zwischen Grundkörper und Kreuz ist anders. Die Krone hat eine andere Form. Es könnte sich hierbei auch um ein späteres Ersatzstück handeln.
Von 1853 bis 1867 ist die Herstellung der Stiftsinsignien durch den Berliner Juwelier Friedrich Wilhelm Hampel belegt. Ein Stern des Klosters Ribnitz trägt das Zeichen des Schweriner Hofjuweliers Heinrich Rose, der von 1880 bis 1918 für den Schweriner Hof gearbeitet hat.

### Dominakreuz mit Kette

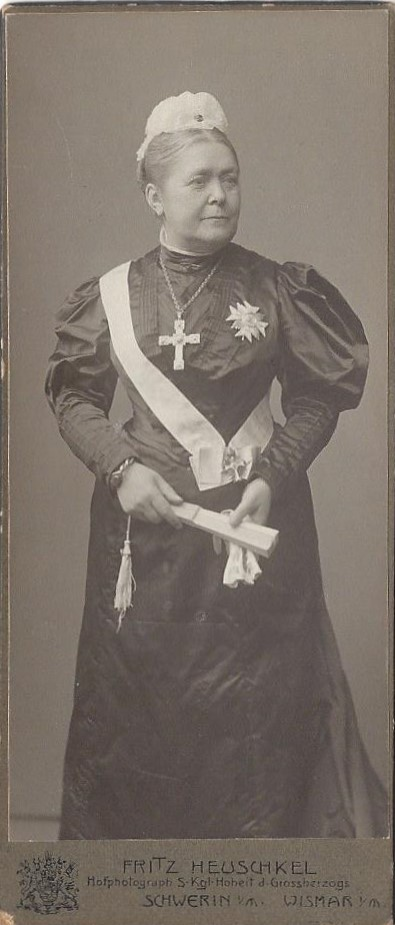
Domina Auguste von Bassewitz mit Amtskreuz, Tugendorden und Stern, 1906

Aus Anlass des 25-jährigen Amtsjubiläums der Domina Hedwig von Schack als Vorsteherin des Klosters Dobbertin stiftete Herzogregent Johann Albrecht, Sohn von Friedrich Franz II. und dessen erster Frau, der Großherzogin Auguste, am 12. September 1900 ein mit Edelsteinen besetztes goldenes Amtskreuz (9 cm hoch und 7 cm breit), besetzt mit einem größeren und vier kleineren Türkisen, ferner mit 20 mittleren und 21 kleineren Brillanten. Die Herzogin Elisabeth stiftete dazu eine goldene Kette. Am 25. Juli 1900 erhielt die Domina anlässlich ihres Amtsjubiläums am 26. Juli ein persönliches Schreiben des Herzogregenten, in welchem er neben seinen Glückwünschen auch die Verleihung eines Amtskreuzes in Aussicht stellte. Am 14. September 1900 übergab der Herzogliche Hausmarschall Graf Hahn das Ehrengeschenk an die Domina von Schack.
Der Herzogregent Johann Albrecht zu Mecklenburg bestimmte, dass das goldene Amtskreuz mit Kette künftig allen nachfolgenden Dominae bei ihren feierlichen Amtseinführung zu übergeben sei. So trugen noch von 1906 bis 1925 Auguste Eleonore von Bassewitz und danach bis 1936 Auguste Caroline von Pressentin das Amtskreuz der Domina. Letztere wurde im Juni 1936 durch Intrigen und peinliche Anschuldigungen durch den Landrat des Kreises Parchim, Friedrich Roschlaub abberufen. Danach wurde ohne Wahl die  Kreisfrauenschaftsführerin der NSDAP, Agnes von Bülow als Vertrauensperson für den Konvent eingesetzt und das Amtskreuz nicht mehr verliehen. Die letzte gewählte Domina Auguste von Pressentin hatte das Amtskreuz nebst Kette treuhänderisch der Mecklenburgischen Ritterschaft in Rostock übergeben, wo es 1939 durch die Gestapo beschlagnahmt und über das Staatsministerium am 21. März 1939 dem Mecklenburgischen Landesmuseum in Schwerin übergeben wurde. Im Zuge der Kriegsauslagerungen wurden im Sommer 1944 Kunstschätze des Landesmuseum in einem Salzbergwerk bei Garsleben 430 m unter der Erde sicher untergebracht. Darunter befand sich auch das Amtskreuz mit Kette in einer Schatulle aus braunem Leder. Im Deckel mit roter Seide ist der Goldaufdruck mit R. Ratfisch, Juwelier versehen. Als gelernter Silberschmied eröffnete Richard Ratfisch 1896 in der Schweriner Friedrichstraße ein Juweliergeschäft, das heute noch besteht. 1908 kaufte er den Titel Hofjuwelier und führte das Geschäft bis 1952. Seine Entwurfszeichnungen zum Amtskreuz befinden sich im Landeshauptarchiv zu Schwerin. Seit 1939 befindet sich mit Unterbrechungen das Amtskreuz im Depot der Kunsthandwerklichen Sammlungen im Schweriner Museum. Nach jahrzehntelangen Rückführungsbemühungen kam durch einen interzonalen Kunsttausch auch die Amtskette am 30. September 1961 nach Schwerin zurück. Danach blieben die Orden verschollen und wurden in keiner Klosterchronik erwähnt. Erst 1998 fand der Dobbertiner Klosterbauleiter bei seinen Recherchen zur Klostergeschichte Hinweise auf eine Beschlagnahme durch die Gestapo 1939 und dem weiteren Werdegang mit dem glücklichen Fund im Depot des Staatlichen Museums in Schwerin.

## Erinnerung
Das Deutsche Bernsteinmuseum in Ribnitz kuratierte 2006 die Sonderausstellung Dekorationen für Damen – Adlige Damenstifte und der Landesherren wahre Zuneigung.

### Gedruckte Quellen
- Mecklenburgische Jahrbücher (MJB)
- Grossherzoglich Mecklenburg-Schwerinsche Statskalender, Schwerin, Jahrgänge 1776–1930.

### Ungedruckte Quellen
Landeshauptarchiv Schwerin (LHAS)
- LHAS 1.1-9 Ordensverleihungen. Nr. 3 a, b 1763-1764
- LHAS 3.2-3/1 Landeskloster/Klosteramt Dobbertin. Nr. 165 Ordensverleihung an Conventualinnen und auswärtige Damen 1763-1915
- LHAS 3.2-3/2 Landeskloster/Klosteramt Malchow.
- LHAS 5.2-1 Großherzogliches Kabinett I. Nr. 8229.
- LHAS 5.2-1 Großherzogliches Kabinett III. Landesklöster. Nr. 795, 796.
- LHAS 5.11-2 Landtagsversammlungen, Landtagsverhandlungen, Landtagsprotokolle, Landtagsausschuß.
- LHAS 5.12-5/1 Ministerium für Finanzen.

Landeskirchenarchiv Schwerin (LKAS)
- LKAS, OKR Schwerin, Nr. 11.9.2 Orden, Auszeichnungen und Abzeichen.

Ribnitz-Damgarten, Stadtarchiv.
- Bestand 5.1.3 Kloster Dobbertin 1612–1891.